# Iasnopolski
Iasnopolski - Яснопольский (rus) és un possiólok del krai de Krasnodar, a Rússia. Es troba a les terres baixes de Kuban-Priazov, a la península de Ieisk. És a 17 km al sud-est de Ieisk i a 176 km al nord-oest de Krasnodar.
Pertany al poble d'Aleksàndrovka.